# Éamon Ó Cuív
Éamon Ó Cuív (/ˈeːmˠənˠ oː ˈkiːvʲ/), né le 23 juin 1950 à Dublin (Irlande), est un homme politique irlandais, membre du Fianna Fáil. 

## Biographie
Il est le fils de Brian Ó Cuív (1916-1999) et d'Emer de Valera (1918-2012) et le petit-fils d'Éamon de Valera, fondateur du parti Fianna Fáil qui fut plusieurs fois Premier ministre puis président de la République.
Il est sénateur de 1989 à 1992, puis député de 1992 à 2024.
Il est ministre des Affaires communautaires, rurales et du Gaeltacht de 2002 à 2010, puis ministre de la Protection sociale du 23 mars 2010 au 9 mars 20112, de la Défense du 20 janvier au 9 mars 2011 et de l'Environnement, du Patrimoine et de l'Administration locale du 23 janvier au 9 mars 2011. Il est chef adjoint du Fianna Fáil d'août 2011 à février 2012.
Il ne se représente pas aux élections législatives de 2024.